# Elizabeth Carter

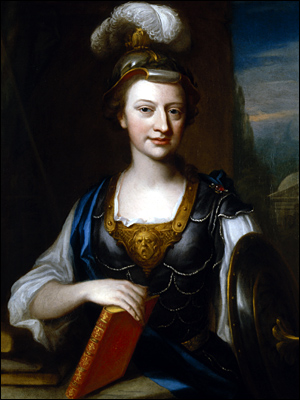
Elizabeth Carter als Minerva, Göttin der Weisheit, von John Fayram (zwischen 1735 und 1741, National Portrait Gallery)

Elizabeth Carter (* 16. Dezember 1717 in Deal, Kent; † 19. Februar 1806) war eine englische Dichterin, Altertumsforscherin, Autorin und Übersetzerin. Sie war ein Mitglied der Blaustrumpfgesellschaft um Elizabeth Montagu.

## Frühes Leben
Geboren in Deal in der Grafschaft Kent, war Elizabeth Carter das älteste Kind von Reverend Nicolas Carter und seiner ersten Frau Margaret (gestorben 1728), einziger Tochter und Erbin von Richard Swayne aus Bere Regis in der Grafschaft Dorset. Ihr Geburtshaus kann immer noch an der Kreuzung von South Street und Middle Street besichtigt werden. Von ihrem Vater ermutigt, lernte sie mehrere moderne und antike Sprachen (darunter Latein, Altgriechisch, Hebräisch und Arabisch) und Naturwissenschaften.

## Werk

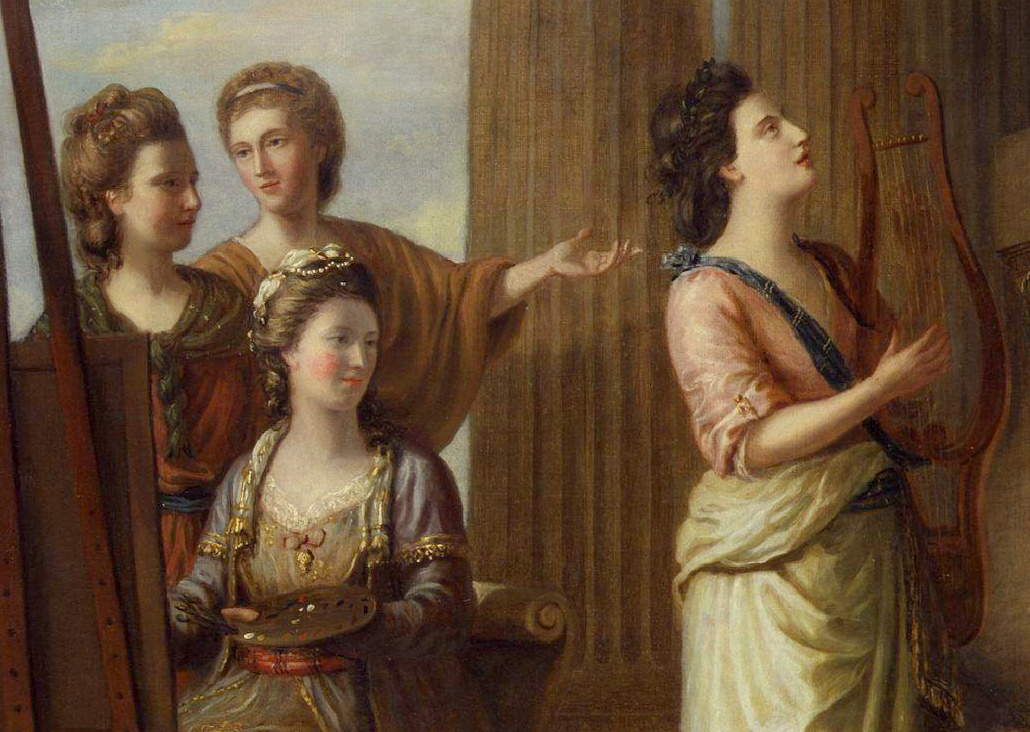
Elizabeth Carter (ganz links) mit anderen „Blaustrümpfen“ in Richard Samuels The Nine Living Muses of Great Britain, 1779. National Portrait Gallery, London.

Carter übersetzte Jean-Pierre de Crousaz’ Examen de l’essai de Monsieur Pope sur l’homme („Untersuchung von Herr Popes An Essay on Man“, 1739) und Francesco Algarottis Newtonianismo per le dame („Newton für die Dame“) ins Englische und schrieb Gedichte. Carters wichtigstes Werk ist ihre Übersetzung All the Works of Epictetus, Which are Now Extant, die erste (1758) englische Übersetzung der bekannten Werke Epiktets. Für diese Übersetzung erhielt Carter erhebliches Prestige und wurde mit der damals spektakulären Summe von 1000 £ belohnt.
Carter war an religiösen Fragen interessiert. Sie war von Hester Chapone beeinflusst und schrieb verteidigende Abhandlungen zum christlichen Glauben, in denen sie die Autorität der Bibel über menschliche Dinge vertrat. Eins dieser Werke, Objections against the New Testament with Mrs. Carter’s Answers to them („Einwände gegen das Neue Testament und Mrs. Carters Antworten auf diese“) wurde von Montagu Pennington in ihrer Sammlung Memoirs of the Life of Mrs. Elizabeth Carter herausgegeben, zusammen mit Notes on the Bible and the Answers to Objections concerning the Christian Religion („Anmerkungen zur Bibel und die Antworten auf Einwände die christliche Religion betreffend“). Ihre Religiosität wird auch in ihren Gedichten In Diem Natalem und Thoughts and Midnight (auch bekannt als A Night Piece) deutlich.

## Bekanntenkreis
Carter war eine Freundin von Samuel Johnson und arbeitete an mehreren Ausgaben seiner Zeitschrift The Rambler mit. Er schrieb über sie: „Meine alte Freundin, Mrs. Carter konnte ebenso gut Pudding machen wie sie Epiktet aus dem Griechischen übersetzen konnte und genauso mit einem Taschentuch umgehen wie ein Gedicht verfassen.“
Carter war mit vielen prominenten Zeitgenossen befreundet und war eine enge Vertraute von Elizabeth Montagu, Hannah More, Hester Chapone und anderen Mitgliedern der Blaustrümpfe. Anna Hunter, eine eher unbekannte Dichterin und Figur des gesellschaftlichen Lebens sowie Mary Delany gehörten ebenfalls zu ihren Freundinnen. Der Romanautor Samuel Richardson nahm Carters Gedicht Ode to Wisdom in seinen Roman Clarissa (1747–48) auf, ohne die Urheberschaft kenntlich zu machen. Es wurde später in einer korrigierten Fassung im Gentleman’s Magazine gedruckt, und Carter erhielt eine Entschuldigung von Richardson.
Carter wird in den gravierten (1777) und gemalten (1778) Versionen von Richard Samuels The Nine Living Muses of Great Britain (1779) gezeigt, allerdings sind die gezeigten Frauen so idealisiert, dass Carter sich beschwerte, sie könne weder sich noch irgendjemand anderen erkennen. Samuel hatte für die Vorbereitung des Werks keine Porträtsitzungen veranstaltet.
Fanny Burney wird in Life of Samuel Johnson mit der Aussage zitiert, dass Carter für sie „eine wahrhaft adlig aussehende Frau [war]; niemals zuvor hatte ich so anmutiges Alter beim weiblichen Geschlecht gesehen; ihr ganzes Gesicht schien erleuchtet von Güte, Gläubigkeit und Nächstenliebe“. Betsey Sheridan, Schwester des Dramatikers Richard Brinsley Sheridan, beschrieb sie allerdings fünf Jahre später in ihrem Tagebuch als „eher dick und nicht sehr beachtlich in ihrer Erscheinung“.

## Vermächtnis
- Elizabeth Gaskell, Autorin aus dem 19. Jhdt., nennt Carter als Beispiel für den Briefroman und erwähnt ihren Namen in Cranford zusammen mit Hester Chapone, einem anderen Mitglied der Blaustrümpfe.[9]
- Virginia Woolf sah Carter als Vorreiterin des Feminismus; sie forderte „Ehrung für den starken Schatten von Eliza Carter – der tapferen alten Frau, die sich eine Glocke an die Bettstatt band um früher zu erwachen und Griechisch zu lernen.“[10]